# Beobachtungsturm Kaltbrunner Ried (klein)
Der Beobachtungsturm Kaltbrunner Ried (klein) ist ein Aussichtsturm in der Gemeinde Uznach im Kanton St. Gallen.

## Situation
Der Beobachtungsturm aus Holz ist 5 Meter hoch. 17 Treppenstufen führen zur Aussichtsplattform.
In ca. 10 Minuten führt ein Wanderweg von Dattikon zum Aussichtsturm.
Vom Turm aus bietet sich eine Rundumsicht auf das Burgerriet mit dem Entenseeli sowie das Kaltbrunner Riet. 

## Galerie

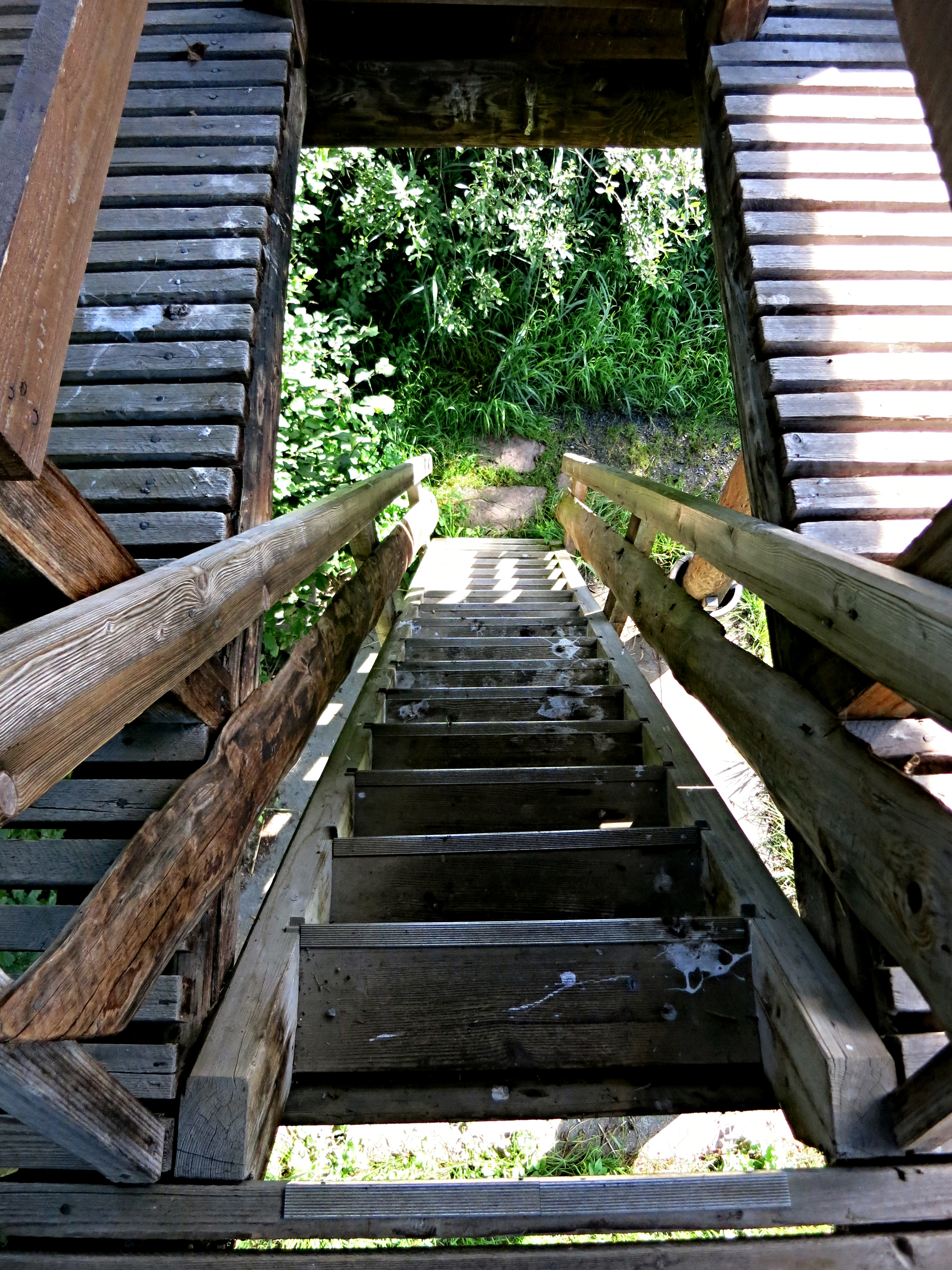
Treppen
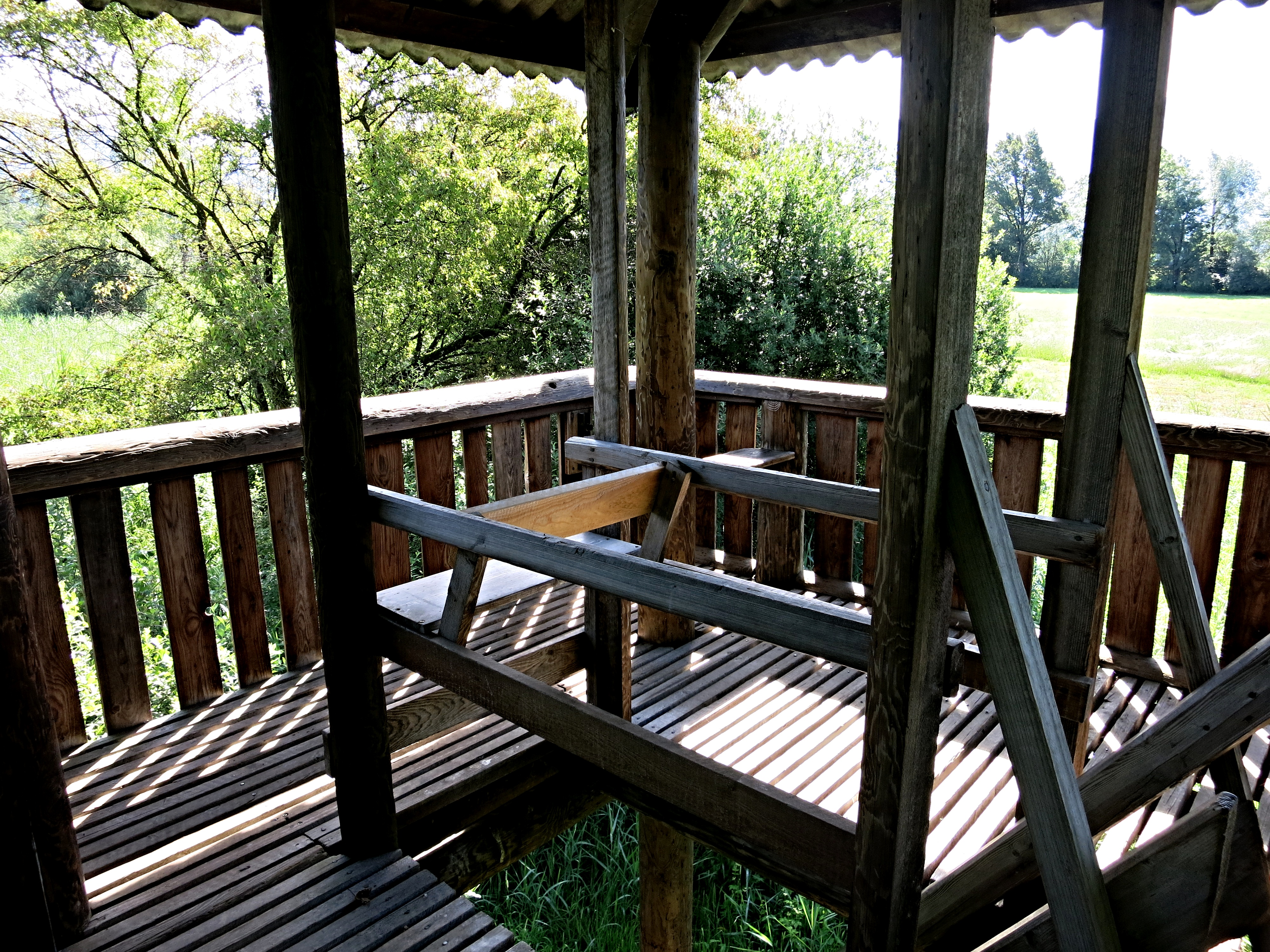
Aussichtsplattform